# Palača Marulić u Splitu
Palača Marulić je palača u Hrvatskoj, u Splitu, u Papalićevoj ulici, u istočnom dijelu Dioklecijanove palače.
Palača datira iz druge polovice 15. stoljeća. Stilski pripada kasnoj gotici. Prema predaji, u ovoj se palači rodio otac hrvatske književnosti Marko Marulić. Projekt i izvedba se pripisuje se majstorskoj radionici Jurja Dalmatinca. Znatno je preinačena u 19. stoljeću, a dograđeno joj je i dvorište. Očuvan je dvorišni portal s lunetom u kojoj je grb obitelji Marulića.